# 이천수
이천수(李天秀, 1981년 7월 9일 ~ )는 대한민국의 전 축구 선수다. 선수 시절 포지션은 윙어였다. 현재 대한축구협회 사회공헌위원장을 맡고 있다.

## 클럽 경력
2002년 울산 현대에 입단했다. 2002년 7월 10일 열린 울산 현대 호랑이와의 K리그 경기에서 프로 데뷔골을 기록했다. 이후 울산의 2002년 K리그 준우승에 크게 공헌하여 신인상을 받게 되었고, 2002년 FIFA 월드컵에서의 활약과 K리그에서의 활약을 종합하여 'AFC 올해의 신인상'에 선정되었다. 2002년 FIFA 월드컵 직후 레알 소시에다드에 이적하면서 스페인 프리메라리가에 진출한 첫 한국인 선수가 되었다. 그러나 레알 소시에다드에서 별다른 활약을 보이지 못했고, 이듬해에 CD 누만시아로 임대되었다. 하지만 CD 누만시아에서도 부진을 떨치지 못해 결국 2005년 3월에 국내로 복귀했다.
국내로 복귀해서는 다시 기량을 회복했고, 인천 유나이티드 FC와 챔피언 결정전 1차전에서 해트트릭을 기록하였고 챔피언 결정전 2차전에서 역대 최소 경기로 K리그 통산 50번째로 20-20클럽에 가입하는 등 친정 팀인 울산 현대 축구단이 우승하는 데 한몫하였으며, K리그 MVP를 받았다. 2006년 팀이 대한민국 슈퍼컵 우승을 차지하는데 한몫하였고, A3 챔피언스 컵에서는 J리그 우승 팀 감바 오사카를 상대로 해트트릭을 기록하여 6-0 승리를 견인했고 중국 슈퍼리그 우승 팀 다롄 스더를 상대로 2골을 기록하여 4-0 승리를 견인하는 등 총 6골을 넣어 대회 MVP와 득점왕에 뽑히기도 하였다. AFC 챔피언스리그 8강전 1차전 사우디아라비아 프리미어리그 우승 팀 알샤바브를 상대로 선제 골을 기록하는 등 맹활약을 펼쳐 6-0 승리를 견인하는데 크게 공헌하여 팀의 4강행을 이끌었다.
2007년 9월 네덜란드 페예노르트로 이적했지만 별 활약을 보여 주지 못하고 이듬해 수원 삼성 블루윙즈에 임대되어 K리그에 돌아왔다. 하지만 팀내에서 선수, 코칭스태프들과 문제를 일으키며 결국 그 해 시즌 후 수원 삼성 블루윙즈에서 임의탈퇴되었고, 2009년 3월 박항서 감독의 부름을 받아 전남 드래곤즈에 재임대되었다. 전남 입단 때 그는 다시 시작하는 마음으로 연봉을 백지 위임하였다. 그러나 그는 2009 시즌 개막전인 FC 서울과의 경기에서 자신의 골을 오프사이드로 선언한 부심에게 주먹감자를 치켜드는 불손한 행동으로 한국프로축구연맹으로부터 6경기 출장 정지와 600만원의 제제금, 출전 정지 기간 동안 광양 홈 경기 기수 플레이 참여 등의 징계를 받았다. 결국 그는 전남 드래곤즈의 19경기 중 9경기밖에 출전하지 못했으며, 6월 27일 박항서 감독은 사우디아라비아 프리미어리그 알 나스르로의 이적을 추진하던 이천수에게 6월 28일 포항 스틸러스 원정에 동행할 것을 지시하자 그는 사타구니 부상을 이유로 출전하지 않겠다고 항명했고, 이 과정에서 코칭스태프와 언쟁을 벌였으며, 심지어 김봉수 골키퍼 코치와는 주먹다짐까지 한 것으로 알려졌다. 이어 이천수는 6월 28일, 2군행을 요구한 박항서 감독의 지시를 불이행하고 무단 이탈했다. 전남 드래곤즈 구단은 6월 30일, 이천수의 임의탈퇴를 요청했고 결국 7월 2일 K리그에서 임의탈퇴 공시되었다.
2009년 7월 13일 사우디아라비아 프리미어리그 알 나스르로의 이적이 확정되었다. 이적 후 이천수는 시즌 초반 10경기에 모두 선발로 출전했다. 이천수는 알이티파크와의 경기에선 동점골을 어시스트했고,2009년 12월 4일 알파테흐와의 경기에선 2골을 넣으며 '맨 오브 더 매치(MOM)에 오르기도 했었다. 그러나 이천수는 12월 20일에 있었던 알이티파크와의 홈 경기에서 갈비뼈 부상을 당하며 26분만에 교체되는 불운을 겪어야 했다. 이후 이천수는 부상에서 복귀했음에도 불구하고 교체 투입에 그쳐야 했다. 5경기 연속 교체 출전했지만, 이후 교체 출전마저도 할 수 없었다. 2010년 2월 7일 이천수는 알 나스르 구단을 상대로 소송을 제기했다. 8억원이나 되는 임금을 체불당했다는 것이다. 이후 이천수는 임금 문제로 팀을 이탈하여 귀국하였고 알나스르는 이천수의 무단 이탈을 주장하였다. 결과적으로 구단과의 마찰로 2010 FIFA 월드컵 출전도 좌절되는 등 최악의 결과가 되어 버렸다. 알 나스르는 국제 이적 동의서 발급을 미루며 이천수의 계약을 방해했지만 FIFA에서 임시 국제 이적 동의서를 발급하여 일본 오미야 아르디자와의 정식 이적 계약을 맺고 2010년부터 2011년까지 J리그에서 활약하게 된다.
2011년 연말 오미야 아르디자와 계약이 만료된 후 K리그 복귀를 타진했으나, 과거 전남 드래곤즈에서 물의를 일으킨 것에 대해 크게 화가 난 전남 드래곤즈 프런트는 임의탈퇴를 철회하지 않아 K리그 어느 팀이든 뛸 수 없었다. 이후 그는 광양축구전용구장 입구에서 매번 전남 드래곤즈 홈 경기 때마다 팬들을 향해 사과하는 등 임의탈퇴에서 벗어나기 위해 노력하였다. 2013년 2월 22일, 광양에서 열리는 경기에 출장하지 않는다는 조건으로 전남 드래곤즈가 이천수의 임의탈퇴 해제와 함께 인천 유나이티드 FC로의 이적을 발표하였다.
2013년 5월 25일 열린 부산 아이파크와의 경기에서 인천 입단 후 첫 골을 득점했다. 2015 시즌을 앞두고 인천과 1년 재계약을 체결했다. 2015년 3월 17일 열린 광주 FC와의 K리그 클래식 2015 개막전경기에서 김도혁의 골을 어시스트했다. 이후 2015시즌을 마친 뒤 선수 경력을 마무리하겠다는 의사를 전달했으며 2015년 11월 28일, 시즌 마지막 경기인 전남 드래곤즈와의 리그 경기에서 은퇴식을 치뤘다.

## 국가대표팀 경력
2000년 4월 5일, 2000년 AFC 아시안컵 예선에서 라오스와의 경기로 A매치 데뷔전을 치렀다.2002년 FIFA 월드컵전에 열린 스코틀랜드와의 평가전에서 선제골을 넣으며 4:1 승리에 기여하며, '밀레니엄 특급'이라는 찬사를 받았다. 2002년 FIFA 월드컵에서 국가대표로 활약하며 대한민국 축구 국가대표팀의 4강 진출에 기여했다. 2006년 FIFA 월드컵에서 다시 국가대표로 활약하였다. 특히, 예선 1차전 토고전에서 프리킥으로 골을 넣는 등 좋은 활약을 펼쳤지만 예선 3차전 스위스전에서의 패배로 16강행이 좌절되었고, 그라운드에 엎드려 펑펑 우는 이천수의 모습은 경기를 시청하던 국민들을 감동시키기도 했다.
2007년 2월 7일, 영국 런던에서 열린 그리스와의 친선경기에서 프리킥으로 결승골을 넣어 팀의 1-0 승리를 이끌었다. 이 골은 축구팬들이 뽑은 '2007년 최고의 골'로 선정되기도 했다.

## 행정가 경력
2019시즌을 앞두고 자신의 친정팀인 인천 유나이티드의 전력강화부장으로 임명되었다. 하지만 1년 반만인 2020년 8월, 인천의 전력강화실장에서 사임했다.
2021년 1월, 대한축구협회의 사회공헌위원장에 선임되었다.

## 국제대회 득점
| 일시            | 장소         | 상대국가   | 득점 | 결과 | 대회                                |
| --------------- | ------------ | ---------- | ---- | ---- | ----------------------------------- |
| 2000년 4월 5일  | 서울         | 라오스     | 1    | 9-0  | 2000년 AFC 아시안컵 예선            |
| 2000년 4월 7일  | 서울         | 몽골       | 1    | 6-0  | 2000년 AFC 아시안컵 예선            |
| 2000년 9월 13일 | 대전         | 나이지리아 | 1    | 2-2  | 친선 경기                           |
| 2002년 5월 16일 | 부산         | 스코틀랜드 | 1    | 4-1  | 친선 경기                           |
| 2004년 9월 8일  | 호치민       | 베트남     | 1    | 2-1  | 2006년 FIFA 월드컵 아시아 지역 예선 |
| 2006년 1월 29일 | 홍콩         | 크로아티아 | 1    | 2-0  | 2006 칼스버그 컵                    |
| 2006년 2월 22일 | 알레포       | 시리아     | 1    | 2-1  | 2007년 AFC 아시안컵 예선            |
| 2006년 6월 13일 | 프랑크푸르트 | 토고       | 1    | 2-1  | 2006 FIFA 월드컵                    |
| 2007년 2월 6일  | 런던         | 그리스     | 1    | 1-0  | 친선 경기                           |
| 2007년 6월 29일 | 서귀포       | 이라크     | 1    | 3-1  | 친선 경기                           |

## 페널티킥과의 악연
그는 프리킥으로 많은 골을 뽑아냄에도 불구하고 페널티킥 성공률이 좋은 편이 아니다. 많은 이들에게는 2000년 하계 올림픽 조별예선 모로코전의 결승 득점으로 기억에 남아있으나 이 결승득점은 페널티킥 상황에서 그가 찬 볼이 골키퍼의 발에 맞고 나온 것을 득점으로 연결한 것이고, 2006년 A3 챔피언스컵의 제프 유나이티드 이치하라 지바 전에서 페널티킥 키커를 자처했다가 상대 골키퍼의 품에 안기는 실축을 범했다. 제프 유나이티드 이치하라 지바와의 경기 후 그는 언론에 "의식적으로 가운데로 찬 공이 골키퍼에게 걸린다. 앞으로는 차지 않겠다"라고 답답함을 토로했다.

## 기타
2001년 KBS2에서 방송된 예능 프로그램 '도전 지구탐험대'에 출연해서 파리 생제르맹 FC에  입단테스트를 받기까지 했다.
2005년에는 정몽준 전 대한축구협회장과 함께 고양 백양중학교에서 일일 특강을 하기도 했다.
2014년 6월 14일에 SNL 코리아 코너인 GTA 축구게임 위닝일레븐에 특별출연하여 김민교와 호흡을 맞췄다.
현역 은퇴를 앞두고 있던 2015년 11월 5일, JTBC 뉴스룸에 출연했다. 이 방송에서 이천수는 2002년 FIFA 월드컵 이탈리아전에서 파울로 말디니의 머리를 고의로 가격했었다고 고백하기도 했다.
2015년 12월 13일에는 일밤의 코너 복면가왕에 출연하여 반전 가창력을 보여주기도 하였다.
2016년 2월 9~10일까지 하는 아육대에서 풋살팀인 MBC의 아들들의 감독과 골대스리가 감독도 하였다.
2016년 3월 12일부터 JTBC 골프&스포츠에서 축구 해설위원으로 활동했었다.

## 경력 목록
- 2000년 하계 올림픽 축구 국가대표
- 2000년 AFC 아시안컵 국가대표
- 2000년 AFC 청소년 축구 선수권 대회 국가대표
- 2002년 CONCACAF 골드컵 국가대표
- 2002년 FIFA 월드컵 국가대표
- 2002년 아시안 게임 축구 국가대표
- 2004년 하계 올림픽 축구 국가대표
- 2005년 동아시아 축구 선수권 대회 국가대표
- 2006년 FIFA 월드컵 국가대표
- 2006년 아시안 게임 축구 국가대표 (와일드카드)
- 2007년 AFC 아시안컵 국가대표

## 방송
- 2001년 KBS2 《도전! 지구탐험대》
- 2002년 KBS2 《TV는 사랑을 싣고》
- 2012년 tvN 《백지연의 피플 INSIDE》
- 2014년 tvN 《SNL 코리아》(특별출연)
- 2014년 KBS2 《우리동네 예체능》
- 2015년 MBC 《미스터리 음악쇼 복면가왕》 - 너 자신을 알라 소크라테스
- 2016년 KBS2 《해피투게더3》
- 2016년 SBS 《동상이몽, 괜찮아 괜찮아》
- 2016년 KBS2 《1 대 100》
- 2016년 KBS N sports 《개과천선》
- 2016년 MBC 《무한도전》
- 2016년 JTBC 《아는 형님》
- 2016년 SBS 《자기야 - 백년손님》
- 2016년 JTBC 《냉장고를 부탁해》
- 2016년 JTBC 《비정상회담》
- 2016년 tvN 《현장토크쇼 택시》
- 2016년 MBC 《황금어장 라디오스타》
- 2016년 MBC 《휴먼다큐 사람이 좋다》
- 2016년 SBS 《보컬 전쟁: 신의 목소리》
- 2016년 SBS 《오! 마이 베이비》
- 2016년 JTBC 《예언자들》
- 2016년 SBS 《내일은 시구왕》
- 2016년 JTBC 《잘 먹겠습니다》
- 2016년 KBS2 《구석구석 숨은 돈 찾기》
- 2016년 MBC 《마이 리틀 텔레비전》
- 2016년 MBN 《사돈끼리》
- 2016년 채널A 《도플갱어쇼 별을 닮은 그대》
- 2017년 tvN 《소사이어티 게임 시즌 2》
- 2020년 ~ 2021년 KBS2 《슈퍼맨이 돌아왔다》
- 2021년 SBS 《골 때리는 그녀들》
- 2022년 tvN 《전설이 떴다 군대스리가》
- 2022년 ~ 2024년 KBS2 《살림하는 남자들》

## 수상 경력
울산 현대 호랑이
- 2002년 리그컵 준우승
- 2002년 K리그 준우승
- 2005년 리그컵 준우승
- 2005년 K리그 우승
- 2006년 슈퍼컵 우승
- 2006년 A3 챔피언스컵 우승
- 2007년 리그컵 우승

 페예노르트
- 2007-08 KNVB컵 우승

 수원 삼성 블루윙즈
- 2008년 K리그 우승
- 2008년 리그컵 우승

 인천 유나이티드
- 2015년 FA컵 준우승

 대한민국
- 2000년 AFC 아시안컵 3위
- 2002년 CONCACAF 골드컵 4위
- 2002년 FIFA 월드컵 4위
- 2002년 아시안 게임 축구 동메달
- 2007년 AFC 아시안컵 3위

개인
- 1998년 춘계대통령배 도움왕
- 1998년 추계연맹전 득점왕
- 1999년 백운기 득점왕
- 1999년 말레이시아 방가반두 컵 득점왕
- 2002년 자황컵 체육대상 남자 최우수상
- 2002년 체육훈장 맹호장
- 2002년 K리그 신인상
- 2002년 K리그 도움왕
- 2002년 K리그 베스트 11
- 2002년 아시아 올해의 청소년 선수상
- 2004년 제18회 올해의 프로축구 대상 프로스펙스 특별상
- 2005년 프로축구 골든볼 골든슈 시상식 - 월간 (9, 10월) 골든볼
- 2005년 K리그 MVP
- 2005년 K리그 베스트 11
- 2007년 AFC 아시안컵 맨 오브 더 매치 : vs. 이라크 (준결승전)
- 2007년 AFC 아시안컵 베스트 팀
- 2007년 제24회 베스트 드레서상 최고의 베스트 드레서 스포츠 부문상
- 2016년 세계 못생긴 축구선수 2위 수상
- 2021년 SBS 연예대상 감독상 수상
- 2022년 KBS 연예대상 버라이어티부문 최우수상
- 2023년 KBS 연예대상 올해의 예능인상